# Republic Airlines
Republic Airlines – amerykańska regionalna linia lotnicza z siedzibą w Indianapolis, w stanie Indiana. Należy do Republic Airways Holdings.
Zarządza flotą samolotów realizujących połączenia na kierunkach krajowych dla American Airlines, Delta Air Lines i United Airlines.
W marcu 2011 wchłonęła Lynx Aviation, przewoźnika należącego wcześniej do Frontier Airlines. W styczniu 2017 przejęła Shuttle America.

## Flota
Według stanu na maj 2025 flota Republic Airlines składała się z 210 samolotów o średnim wieku 13,4 lat:
| Samolot         | Samolot | Samolot   | Liczba miejsc | Liczba miejsc | Liczba miejsc | Uwagi                                        |
| Model           | Aktywne | Zamówione | B             | E             | Łącznie       | Uwagi                                        |
| --------------- | ------- | --------- | ------------- | ------------- | ------------- | -------------------------------------------- |
| Embraer ERJ-170 | 6       | -         | 12            | 54            | 66            | Połączenia realizowane dla American Airlines |
| Embraer ERJ-170 | 11      | -         | 9             | 60            | 69            | Połączenia realizowane dla Delta Air Lines   |
| Embraer ERJ-170 | 14      | -         | 6             | 64            | 70            | Połączenia realizowane dla United Airlines   |
| Embraer ERJ-175 | 13      | -         | 12            | 58            | 70            | Połączenia realizowane dla United Airlines   |
| Embraer ERJ-175 | 37      | -         | 12            | 64            | 76            | Połączenia realizowane dla United Airlines   |
| Embraer ERJ-175 | 83      | -         | 12            | 64            | 76            | Połączenia realizowane dla American Airlines |
| Embraer ERJ-175 | 46      | -         | 12            | 64            | 76            | Połączenia realizowane dla Delta Air Lines   |
| Łącznie         | 210     | 0         |               |               |               |                                              |